# Roldán Cortada i Dolcet
Roldán Cortada i Dolcet (Sabadell, 1902 - Molins de Rei, 25 d'abril de 1937) fou un dirigent sindicalista català, assassinat en la rereguarda republicana durant la guerra civil espanyola.
Treballà com a paleta i va començar la seva activitat sindical militant en el Sindicat de la Construcció de la CNT a Sabadell. Uns anys després es va traslladar a Barcelona, on formà part de l'Ateneu Anarquista del Clot. El febrer de 1930 va encarregar-se del diari Acción i formà part del grup Solidaridad. També col·laborà a premsa anarcosindicalista com Cultura Libertaria, Acción Obrera de Guixols i Despertar de Vigo.
L'agost del 1931 formà part del grup que s'oposava al predomini de la Federació Anarquista Ibèrica en la CNT, signant el manifest dels Trenta, que va donar lloc a la constitució el 1932 de l'Ateneu Sindicalista Llibertari de Barcelona, del que en fou vicesecretari. Tanmateix, el 1933 va ingressar en el sindicat UGT, del que en fou nomenat secretari del Sindicat d'Edificacions, i en l'Agrupació Socialista de Barcelona de la Federació Catalana del PSOE. Dins d'aquest partit formarà part de l'anomenada "tendència obrerista", dirigida per Rafael Vidiella i Franch.
Quan el juliol del 1936 la Federació Catalana del PSOE es va integrar en el PSUC va ingressar en el nou partit, i des d'aleshores va exercir càrrecs de responsabilitat en el Comitè del partit de Barcelona.
Durant la guerra civil espanyola va ser secretari general de la Federació de Funcionaris Municipals de Catalunya de la UGT i membre del Comitè Regional de la UGT de Catalunya, i quan Rafael Vidiella i Franch fou nomenat Conseller de Treball i Obres Públiques de la Generalitat de Catalunya va nomenar Cortada secretari seu.
Va ser assassinat el 25 d'abril de 1937 a Molins de Rei (Baix Llobregat) per elements incontrolats en els dies previs als fets de maig de 1937 a Barcelona. Els fets foren condemnats tant per la UGT com per la CNT. No es van descobrir els culpables.